# Give My Regards to Broad Street
Give My Regards to Broad Street és el nom d'un àlbum per a pel·lícula de nom homònim, dirigit i ideat per Paul McCartney. Amb la col·laboració a la guitarra de David Gilmour (Pink Floyd) al tema que dona títol al LP.
Seguint als bons resultats de Tug of War i Pipes of Peace, Give My Regards to Broad Street suposa un desastre financer com pel·lícula a causa dels seus dolents resultats, encara que converteix la banda sonora en un nou àlbum d'èxit per a McCartney.
Començada a gravar-se al novembre de 1982 després de la conclusió de Tug of War, la producció de l'àlbum i de la pel·lícula continuà fins a juliol del següent any. Mentre, l'àlbum Pipes of Peace, al costat dels senzills extrets d'aquest, van ser editats. La banda sonora fou editada el 1984.